# Brock Bowers
Brock Allen Bowers (Napa, 13 dicembre 2002) è un giocatore di football americano statunitense che milita nel ruolo di tight end per i Las Vegas Raiders della National Football League (NFL).

## Carriera universitaria
Bowers, originario di Napa in California, cominciò a giocate a football nella locale Napa High School. Valutato come un prospetto alto per il college football (quattro stelle su cinque) e considerato uno dei migliori tight end della sua classe, ricevette offerte di borse di studio da tutte le principali università scegliendo infine l'Università della Georgia e andando così a giocare dal 2021 con i Bulldogs che militano nella Southeastern Conference (SEC) della Divisione I della Football Bowl Subdivision (FBS) della NCAA. Sebbene proveniente dalla costa ovest degli Stati Uniti, Bowers disse di preferire giocare nel sud della Nazione dove lo sport in generale, ed il football in particolare, è molto più sentito dai tifosi.

### Stagione 2021
Bowers iniziò la prima stagione con i Bulldogs dividendo i minuti in campo con gli altri tight end Darnell Washington e Arik Gilbert. Tuttavia, Washington si ruppe un piede e lasciò la squadra per ragioni personali, lasciando Bowers come tight end primario dei Bulldogs. Nella prima gara in carriera guidò la squadra con 6 ricezioni per 43 yard nella vittoria per 10–3 su Clemson. La settimana successiva contro gli UAB Blazers segnò i suoi primi due touchdown e superò le 100 yard ricevute, nella vittoria per 56–7. Due settimane dopo contro Vanderbilt, Bowers segnò due marcature su corsa e una su ricezione nella vittoria. Il 16 ottobre ricevette 5 passaggi per 101 yard e 2 touchdown nella vittoria per 30–13 su Kentucky. Bowers segnò più di un touchdown anche contro Charleston Southern e i rivali di Georgia Tech. Nella finale della SEC contro Alabama, Bowers ricevette 10 passaggi (il massimo per un tight end nella storia della finale della conference) per l’allora record personale di 139 yard e un touchdown nella sconfitta dei Bulldogs per 41–24, la prima della loro stagione. Malgrado la sconfitta, Georgia si qualificò per i College Football Playoff come terza testa di serie. Nella semifinale dell’Orange Bowl contro Michigan, Bowers ebbe 5 ricezioni per 55 yard e un touchdown nella vittoria per 34–11, mandando Georgia alla finale nazionale. Lì i Bulldogs ritrovarono Alabama. Bowers ricevette quattro passaggi nella partita, incluso un touchdown cruciale a tre minuti dal termine che portò la sua squadra in vantaggio di 8 punti. Georgia vinse per 33–18, vincendo il primo titolo dal 1980.
Alla fine della sua prima stagione, Bowers fu nominato matricola dell’anno della SEC, inserito nella formazione della conference e nel Second-team All-American. Chiuse l’annata guidando Georgia con 56 ricezioni per 882 yard e un record dell’istituto di 13 touchdown su ricezione.

### Stagione 2022
Nella prima gara della stagione 2022 contro Oregon, Bowers ebbe 2 ricezioni per 38 yard nella vittoria per 49–3. Due settimane dopo contro South Carolina ricevette 5 passaggi per 121 yard e 2 touchdown, oltre a un terzo su corsa, nella vittoria per 48–7. La settimana successiva contro Kent State ebbe la sua miglior gara su corsa, correndo 77 yard e 2 touchdown nella vittoria per 39–22. Nella vittoria su Florida ebbe un record in carriera di 154 yard ricevute, incluso un touchdown da 73 yard che alcuni media giudicarono "la ricezione della stagione". Dopo una vittoria su LSU nella finale della SEC, gli imbattuti Bulldogs si qualificarono per i playoff come prima testa di serie. Nella semifinale del Peach Bowl contro Ohio State, Bowers ricevette 4 passaggi per 64 yard, compresa un’importante conversione su un quarto down nell’ultimo quarto. Georgia vinse per 42–41 tornando in finale. Lì ricevette 7 passaggi per 152 yard e un touchdown vincendo il secondo titolo consecutivo nel 65–7 su TCU.
Al termine della stagione Bowers fu inserito nella prima formazione All-American e vinse il John Mackey Award come miglior tight end della nazione. Fu ancora il miglior ricevitore di Georgia con 63 ricezioni per 942 yard e 7 touchdown su ricezione, oltre a tre su corsa.

### Stagione 2023
Nella stagione 2023 Bowers divenne il primo giocatore della storia a vincere per due volte il John Mackey Award e fu premiato unanimemente come All-American. Georgia fu prima in classifica per quasi tutta la stagione ma una sconfitta contro Alabama nella finale della SEC la escluse dai College Football Playoff. A fine anno il giocatore si dichiarò eleggibile per il Draft NFL 2024. Tre volte All-American, è considerato uno dei migliori tight end della storia del college football.

### Premi e riconoscimenti
- 2 Campionati nazionali NCAA (2021, 2022)
- 2 John Mackey Award (2022, 2023)
- Unanimous All-American (2023)
- First-team All-American (2022)
- Second-team All-American (2021)
- 3 First-team All-SEC (2021, 2022 e 2023)

### Statistiche al college
| Stagione | Stagione | Stagione   | Stagione   | Stagione | Stagione | Ricezioni | Ricezioni | Ricezioni | Ricezioni | Ricezioni |     | Fumble | Fumble |
| Anno     | Squadra  | Campionato | Conference | P        | PT       | Ric.      | Yard      | Media     | Max       | TD        | Fmb | Persi  |        |
| -------- | -------- | ---------- | ---------- | -------- | -------- | --------- | --------- | --------- | --------- | --------- | --- | ------ | ------ |
| 2021     | Georgia  | FBS Div. I | SEC        | 15       | 13       | 57        | 892       | 15,6      | 89        | 13        | 0   | 0      |        |
| 2022     | Georgia  | FBS Div. I | SEC        | 15       | 14       | 63        | 942       | 14,9      | 78        | 7         | 2   | 0      |        |
| 2023     | Georgia  | FBS Div. I | SEC        | 10       | 10       | 56        | 713       | 12,7      | 49        | 6         | 0   | 0      |        |
| Totale   | Totale   | Totale     | Totale     | 40       | 37       | 176       | 2.547     | 14,5      | 89        | 26        | 2   | 0      |        |

Fonte: Football Database In grassetto i record personali in carriera  —      vittoria del campionato nazionale

## Carriera professionistica

### Las Vegas Raiders
Bowers era considerato il miglior tight end selezionabile nel Draft 2024 e una scelta della prima metà del primo giro. Il 25 aprile fu scelto come tredicesimo assoluto dai Las Vegas Raiders. Il 9 maggio 2024 firmó il suo contratto da rookie: un accordo quadriennale da 18,1 milioni di dollari totalmente garantiti, di cui 10 milioni ricevuti alla firma.

#### Stagione 2024
Bowers debuttò come professionista l'8 settembre 2024, nella gara del primo turno contro i Los Angeles Chargers, in cui fece registrare sei ricezioni per 58 yard. Nella gara del secondo turno, la vittoria in rimonta 26-23 contro i Baltimore Ravens, Bowers fece 9 ricezioni per 98 yard, raggiungendo in totale le 15 ricezioni e le 156 yard ricevute in due partite, record per un rookie tight end nelle sue prime due gare in carriera. Il suo primo touchdown su ricezione arrivò nella gara del quinto turno, la sconfitta 18-34 contro i Denver Broncos, in cui segnò con una ricezione da 57 yard. Con questa gara Bowers divenne il rookie tight end dei Raiders con il maggior numero di yard ricevute in cinque gare. Nella gara del settimo turno, la sconfitta 15-20 contro i Los Angeles Rams, Bowers fece 10 ricezioni per 93 yard, raggiundo complessivamente le 47 ricezioni per 477 yard, primo al momento tra i tight end della lega e stabilendo il record per il maggior numero di ricezioni per un tight end nella sua stagione da rookie, nonché il record per il maggior numero di partite da rookie con almeno nove ricezioni, con tre gare. Nella gara successiva, la sconfitta 20-27 contro i campioni in carica dei Kansas City Chiefs, fece una prestazione di minor impatto, con cinque ricezioni per 58 yard. Nella gara del nono turno, la sconfitta 24-41 contro i Cincinnati Bengals, fu cercato otto volte mettendo a tabellino cinque ricezioni per 45 yard e un touchdown. Nella partita di settimana 11 contro i Miami Dolphins Bowers fece 13 ricezioni per 124 yard e un touchdown, stabilendo il record per un rookie tight end per numero di ricezioni in una singola gara, migliorando il precedente primato di Mark Bavaro di 12 ricezioni che resisteva dalla stagione 1985. Nella partita del dodicesimo turno contro i Broncos, terminata con una sconfitta 19-29, Bowers fece 5 ricezioni per 38 yard, stabilendo il record di franchigia per numero di ricezioni di un rookie, con 73, superando il precedente primato di 72 ricezioni stabilito da Amari Cooper nella stagione 2015. Inoltre le sue 74 ricezioni nelle prime undici gare in carriera furono il secondo massimo della storia della NFL, dopo le 79 di Odell Beckham Jr.. Nella successiva gara contro i Chiefs Bowers fece un'altra prestazione di rilievo, con dieci ricezioni per 141 yard e un touchdown. Alla fine di novembre Bowers fu premiato come miglior rookie offensivo del mese in cui fece registrare 32 ricezioni per 349 yard e tre touchdown in quattro partite giocate.
Nel 14º turno Bowers batté il record NFL stabilito da Sam LaPorta l'anno precedente di 86 ricezioni per un tight end rookie con ancora un mese di stagione regolare da giocare. Nella gara della settimana 16, la vittoria 19-14 contro i Jacksonville Jaguars, Bowers fece registrare 11 ricezioni per 99 yard, raggiungendo le 101 ricezioni e le 1 067 yard ricevute in stagione: divenne così il primo tight end rookie nella storia della NFL a raggiungere le 100 ricezioni e il terzo, dopo Mike Ditka (1 076 yard nel 1961) e Kyle Pitts (1 026 yard nel 2021), con almeno 1 000 yard ricevute. Nel turno successivo, la vittoria 25-10 contro i New Orleans Saints Bowers mise a tabellino sette ricezioni per 77 yard, raggiungendo le 108 ricezioni e le 1 144 yard in stagione, stabilendo i record della NFL sia per numero di ricezioni per un rookie (superando le 106 di Puka Nacua nel 2023) sia per le yard ricevute da un tight end rookie, battendo il primato di 1.076 di Mike Ditka che resisteva dal 1961. Stabilì inoltre il record di ricezioni in una stagione per i Raiders. 
Nel turno finale di stagione, dopo che il rookie Malik Nabers dei Giants aveva superato il suo record di ricezioni, arrivando a 109 nella gara giocata di sabato, Bowers si riprese il record nella sconfitta 20-34 contro i Chargers, in cui fece quattro ricezioni per 50 yard e un touchdown, chiudendo la sua annata d'esordio con 112 ricezioni per 1 194 yard e cinque touchdown. Le sue statistiche lo posero al primo posto tra tutti i tight end della stagione.
Al termine della stagione fu convocato al suo primo Pro Bowl, inserito nel The Players' All-Pro Team della NFLPA, l'associazione dei giocatori della lega, e nel First-team All-Pro dall'Associated Press. Fu inoltre inserito dalla PFWA nella sua squadra dei migliori rookie dell'anno, la All-Rookie Team, e anche nelle squadre All-NFL Team e All-AFC Team, unico rookie scelto e primo rookie tight end dal 1988. Bowers fu anche inserito dall'Associated Press nella cinquina dei finalisti per il riconoscimento di  rookie offensivo dell'anno, giungendo secondo.

### Record

#### NFL
- Maggior numero di ricezioni in una stagione per un rookie - 112[61]
- Maggior numero di ricezioni in una gara per un tight end rookie - 13.[54]
- Maggior numero di ricezioni in una stagione per un tight end rookie - 112[61]
- Maggior numero di yard ricevute in una stagione per un tight end rookie - 1.194[61]

#### Franchigia
- Raiders: maggior numero di ricezioni in una stagione - 112
- Raiders: maggior numero di ricezioni di un rookie in stagione - 112

## Palmarès
- Convocazioni al Pro Bowl: 1

2024
- First-team All-Pro: 1

2024
- Rookie offensivo del mese: 1

novembre 2024
- PFWA All-Rookie Team - 2024

## Statistiche

### Stagione regolare
| Stagione | Stagione | Stagione | Stagione | Ricezioni | Ricezioni | Ricezioni | Ricezioni | Ricezioni |     | Fumble | Fumble |
| Anno     | Squadra  | P        | PT       | Ricezioni | Ricezioni | Ricezioni | Ricezioni | Ricezioni |     | Fumble | Fumble |
| Anno     | Squadra  | P        | PT       | Ric       | Yard      | Media     | Max       | TD        | Fmb | Persi  |        |
| -------- | -------- | -------- | -------- | --------- | --------- | --------- | --------- | --------- | --- | ------ | ------ |
| 2024     | LV       | 17       | 16       | 112       | 1 194     | 10,6      | 57        | 5         | 0   | 0      |        |
| Totale   | Totale   | 17       | 16       | 112       | 1 194     | 10,6      | 57        | 5         | 0   | 0      |        |

Fonte: Football Database —      record della NFL

## Vita privata
Bowers iniziò la sua carriera nel football professionistico dopo tre anni di college, non avendo quindi terminato gli studi. Per questo subito dopo il termine della sua stagione da rookie, Bowers tornò all'Università della Georgia per completare il suo percorso universitario, seguendo nel semestre primaverile al Terry College of Business un corso di comunicazioni aziendali, uno di gestione del rischio, due corsi immobiliari e un corso elettivo, e laureandosi nel maggio 2025 in economia immobiliare.